# ハスラー (男性誌)
『ハスラー』 (Hustler) は、男性をターゲットとするアメリカ合衆国の月刊ポルノ雑誌。ラリー・フリントによって1974年7月に創刊された。これは彼の経営するストリップクラブの安価な宣伝媒体であった「ハスラー・ニュースレター」と「ハスラー・フォー・トゥデイズ・マン」を発展させたものである。雑誌は不安定なスタートからピーク時にはおよそ300万部にまで部数を伸ばした。（現在の部数は50万部以下である。）

## 概要
『ハスラー』は、当時のアメリカ合衆国の他の人気雑誌（例えば比較的大人しくソフトコアな『PLAYBOY』誌等）に比べ、非常に露骨に女性器を掲載することにより、1970年代前半にあったタブーを打ち破った最初のメジャーな男性誌の一つだった。現在でも『ハスラー』は『PLAYBOY』誌や『ペントハウス』誌のような有名なライバル誌より性的に大胆であるとみられている。ハスラーは、しばしばハードコアテーマ（例えば大人の玩具の使用、性器挿入、オーラル・セックス、グループセックス）を扱っている。
ラリー・フリントのハスラー帝国はまた、ガーデナ（カリフォルニア州）の「ハスラーカジノ」、そして、成人向けのビデオ、衣類、雑誌、大人の玩具を販売するハスラーチェーン店、「ハスラーハリウッド」を包含している。チェーンの本店は、ウェストハリウッドのサンセット大通りに面している。

## 詳細
ハスラーはシンシナティで創刊された。ハスラーは、ポルノ映画も制作しているLFP、Incによって公式に発行されている。略語「LFP」は、もともと「ラリー・フリント・パブリケーションズ」の略だった。
カナダのハスラー・バージョンは、ケベック州ベースの会社が発行している。この雑誌はラリーフリントの所有ではないが、アメリカ版の資料を発行することを許可されている。一般的に、カナダのハスラーは、カナダのコンテンツを追加して、アメリカの対応物の外観とトーンを模倣している。1999年、この雑誌は、自由党内閣の左派メンバーであるシーラ・コップスについて性的に露骨な記事を投稿するよう読者に求めたことで、カナダで小さな論争を巻き起こした。ハスラーは、オーストラリア、イギリス、南アフリカ版の雑誌もある。
1970年代に、ハスラーは『Honey Hooker（ハニー・フッカー）』という連載漫画を掲載した。各々の回でハニーは彼女が出会ったあらゆる男性（または女性）と性交渉を持つ。彼女は、ある月にはアメリカの植民地時代にいるかも知れない、あるいは次の月にはスーパーボウルのロッカールームにいるかも知れない。この連載は、PLAYBOY誌の『Little Annie Fanny（リトル・アニー・ファニー）』やペントハウス誌の『Wicked Wanda（ウィックド・ワンダ）』と張り合うようになった。性の暗黒面や、即物的な面へのハスラーの関心に沿って、ハニー・フッカーは、（ファニーとワンダとは違って）はっきりと売春婦として描かれている。
賞金目当てに送られてくる、アマチュアの写真を掲載する『Beaver Hunt（ビーバーハント）』という、Gallery誌の『Girl Next Door』と似た着想のコーナーもある。
ハスラー誌のカートゥーンは、ハードコアなテーマをしばしば取り上げた。『Chester the Molester（痴漢のチェスター）』は、主人公が小児性愛者であり、子供に痴漢を働く経過を描写した。そのような題材を巡り、批評家からハスラーが非難を受ける間、フリントと彼の支持者は猥褻を手法として用いた社会風刺だとして漫画を擁護した。同様のハスラー擁護は、より「学術的な文筆家達からも提唱」された。特に顕著なのがローラ・キプニス (Laura Kipnis)の1993年に出版されたエッセイ、『(Male) Desire and (Female) Disgust』である。チェスター・ザ・モルスターは、チェスター・アンド・ヘルスターとして主人公のガールフレンドか妻の中年女性を登場させる漫画に変更になった。さらにチェスター・ザ・プロテクター（保護者）に変更となり、痴漢から弱者を守る正義の味方へと変貌した。
ハスラーのもう一つの連載記事は、『Asshole of the Month（今月のくそったれ）』と呼ばれているコラムである。毎月何人かの著名人が選ばれ、その月の "Asshole" として厳しく批判される。記事と一緒に、批判された人物の頭の写真が漫画のロバのアヌスから出て来ている挿絵が添えられる。コラムは、ジム・ドーソン (Jim Dawson)、リー・クォーンストローム (Lee Quarnstrom)、マイケル・ストット (Michael Stott)、ジェリー・キンデラ (Jerry Kindela)、スチュアート・ゴールドマン (Stuart Goldman) 等の様々なハスラーのスタッフライターによって、交代で書かれた。ゴールドマンとドーソン（後に「ポルノ界で最も嫌われた男」として知られた）は「編集へのお便り」の全てを捏造したとして告発されてもいる。彼らはこれらの手紙に対する返事も、多数の偽名を使用して捏造した。

## 政治的スタンス
ハスラーは政治、経済、外交政策、社会問題について、長く左翼的編集方針を持っていた。この点は他のポルノ雑誌といくらか相違している。他のポルノ誌は一般に表現の自由と道徳問題についての進歩的な思想は受け入れるが、経済のような他の問題に関しては保守的であるか、リバタリアンであるか、中立のままである。フリントとハスラーは、高級志向のPLAYBOYやペントハウスに比べ、大衆的で労働者階級寄りの姿勢でも有名である。1980年代を通して、フリントは彼の雑誌を使ってレーガン政権と宗教右派へ激しい、猥せつに満ちた攻撃を行なった。『Rebel（反逆者）』という一時的な政治雑誌まで出版した。ビル・クリントンの弾劾を巡る論争のさ中、フリントは公然とクリントンに対する同情の意を表して、大統領の批判者側の（性的な）不適切な関係に関しての情報提供者には、誰にでも現金報酬を差し出した。2003年、フリントはカリフォルニア州知事のリコール選で、州知事への立候補をしたが落選した（アーノルド・シュワルツェネッガーが当選）。
ハスラーは要求されてもいないのに、毎月無料でアメリカ合衆国議会の各々の議員のオフィスに送り届けられている。これは1974 - 1983年の間の何れかの時点から始まり、（2006年）現在まで続いている。あるインタビューにおいて、フリントはこう説明した。「私は、彼らが世界の片隅で何が起っているのか、広く見聞を持たなければならないと感じている。……彼らの内の何人かは、あまり理解を示さなかった。私には、やめる予定は全く無い」

## 裁判
1983年、カンパリの広告のパロディで、ハスラーは当時著名な原理主義者でプロテスタントの牧師、ジェリー・ファルエルが酒に酔って母親と屋外トイレで近親相姦をしているところを描写した。ファルウェルは名誉毀損と精神的苦痛を意図的に与えたとしてフリントを告訴した。訴訟は最高裁判所によって、最終的に「フリントの勝訴」が確定した。この決定は公人のパロディに関して、表現の自由の権利を強化させた。

## 出版社
ハスラーは（おそらくフリントによって支配されている）LFP,Inc社から公式に出版される。「L.F.P.」は「ラリー・フリント・パブリケーションズ (Larry Flynt Publications)」の省略形。
ハスラーのカナダ版は、ケベック州に拠点を置く会社によって発行されている。この雑誌はラリー・フリント所有ではないが、アメリカ版の素材の発行を許可されている。概してカナダ版ハスラーはアメリカ版の外観とスタイルを真似た上で、独自の内容を加えている。1999年に、雑誌はシーラ・コップス（Sheila Copps - カナダ自由党内閣の左傾の大物議員）に関する性的に露骨なストーリーを巡り、カナダで小さな論争を引き起こした。
ハスラーのオーストラリア版は、南オーストラリア州に本拠を置く会社によって発行されている。この雑誌はラリー・フリント所有ではないが、カナダ版同様、アメリカ版の外観とスタイルを真似た上で、独自の内容を加えている。

## 関連雑誌
LFP社は、ハスラー・ブランドの他の雑誌も出版している：
- 「ベアリーリーガル (Barely Legal)」18歳から23歳のモデルに焦点をあてた主にソフトコアの雑誌。
- 「ハスラーズ・シック・マガジン(Hustler's Chic Magazine)」1976年のハスラー人気を受けて、ハスラーより高級な読者をターゲットとしてラリー・フリントが始めたポルノ雑誌
- 「アジアン・フィーバー (Asian Fever)」アジア人のモデルに特化した雑誌。
- 「ハスラーXX (Hustler XX)」より包括的なハードコア雑誌。
- 「ハスラーズ・レッグ・ワールド (Hustler's Leg World)」
- 「ハスラーズ・タブー (Hustler's Taboo)」は性的フェティシズムに特化した（例えばボンデージ（緊縛）やウロラグニア（尿嗜好）の描写）専門誌。

## ウェブサイト
LFP Internet Group（LLC）はHustler.comといくつかの関連サイトを管理している。内容は雑誌に類似しており、画像とビデオを販売している。